# Cabana Babele
Situată pe platoul Munților Bucegi, la o altitudine de 2206 metri, sub Vârful Babele (latitudine - 45,40617; longitudine - 25,47201), Cabana Babele reprezintă baza turistică centrală a munților Bucegi, aici încrucișându-se principalele drumuri. A fost construită în 1937 de către societatea turistică Asociația Drumeților din Munții Înalți ai României (A.D.M.I.R.) după proiectul arhitectului Octav  Doicescu.
În anii comunismului aspectul cabanei a fost ușor modificat. Însă după 1989 cabana a devenit practic de nerecunoscut din cauza mutilării totale a volumetriei și aspectului inițial. 
Cabana este situată în vecinătatea unor fenomene litografice: ciupercile de piatră numite Babele - monumente ale naturii - aflate în fața și în spatele cabanei și a Sfinxului în imediata ei apropiere. Păstrând legătura cu Sfinxul, ele au fost supranumite „Altarele ciclopice din Caraiman”. Despre apariția lor s-au format legende si teorii. Unii cercetători spun că agenți modelatori au fost apa și vântul cu sprijinul înghețului și dezghețului. 
Iarna și mai ales primăvara, Cabana Babele servește ca baza pentru practicarea schiului. Accesul poate să fie cu telecabina din Bușteni sau cu piciorul de la Bușteni pe Valea Jepilor sau pe creasta Bucegilor de la Cabana Piatra Arsă.

## Trasee
Traseu Canton Jepi - Cabana Caraiman/Cabana Babele
De la Cantonul Jepi (1960 m) poteca se îndreaptă către V-NV, coborând ușor, după care urcă de-a coasta și iese pe un tăpșan, unde întâlnește drumul ce vine din stânga, dinspre Piatra Arsă (timp de la canton, 10—15 min). Din acest punct spre dreapta (marcaj bandă galbenă), pe sub Vârful Ciocârlia (2056 m), drumul trece curând pe la obârșia Văii Urlătoarea Mare, apoi continuă spre nord, în urcuș ușor peste Platoul Jepilor Mici. După cca. 20 min de mers pe acest podiș înalt și monoton ajungem într-o șa largă, la o ramificație de drumuri (2120 m), de unde apar în față Valea Jepilor, iar dincolo de vale, Caraimanul și Crucea Eroilor.
Ramificație spre Babele. Urmăm la stânga drumul de căruță în urcuș ușor și ieșim repede pe coama Babele — Jepi, care desparte bazinul Văii Izvorul Dorului de cel al Văii Jepilor. Drumul se îndreaptă către nord, întretaie această coamă și descrie apoi o curbă largă spre stânga, orientându-se către vest. După cca. 10 min de la ramificație, ajungem pe un prag lat al coamei, îl urcăm pieptiș și ieșim pe un al doilea prag, unde întâlnim, venind din dreapta, poteca de la Caraiman. De aici, un ultim urcuș de cca. 5 min ne conduce în creastă, la Cabana Babele (2200 m). 
Traseul poate continua înainte (marcaj punct albastru), în coborâș ușor de-a coasta, apoi repede și direct către Valea Jepilor. După 10—15 min poteca traversează firul văii și după un scurt urcuș pe malul opus ajunge la Cabana Caraiman (2025 m). 
Excursii ce mai pot fi făcute în împrejurimi: la Sfinx, durată 10 minute; la Monumentul Eroilor de pe Caraiman, peste Vârful Caraimanului (alt. 2325 m), durată 1 oră; la Cabana Omu, durată cca. 2 ore, Peștera, Cabana Piatra Arsă. 
Principalele căi de acces la Cabana Babele sunt următoarele: 
- Telecabina Bușteni - Babele -> marcaj (stația de plecare este lângă hotelul Silva-Bușteni)
- Telecabina Peștera – Babele (stația de plecare este lângă refugiul Salvamont Peștera)
- Traseul turistic Bușteni - Cabana Caraiman - Cabana Babele
- Traseul turistic Peștera - Cabana Babele
- Traseul turistic Bușteni - Jepii Mari - Piatra Arsă - Cabana Babele

## Informații Cabana Babele
Condiții
- capacitate: 108 locuri în camere cu 2 - 12 paturi
- bufet și restaurant cu autoservire permanentă
- lumină electrică de la rețeaua publică
- toaletă și apă curentă
- încălzire cu gaze naturale și calorifere

## Galerie imagini

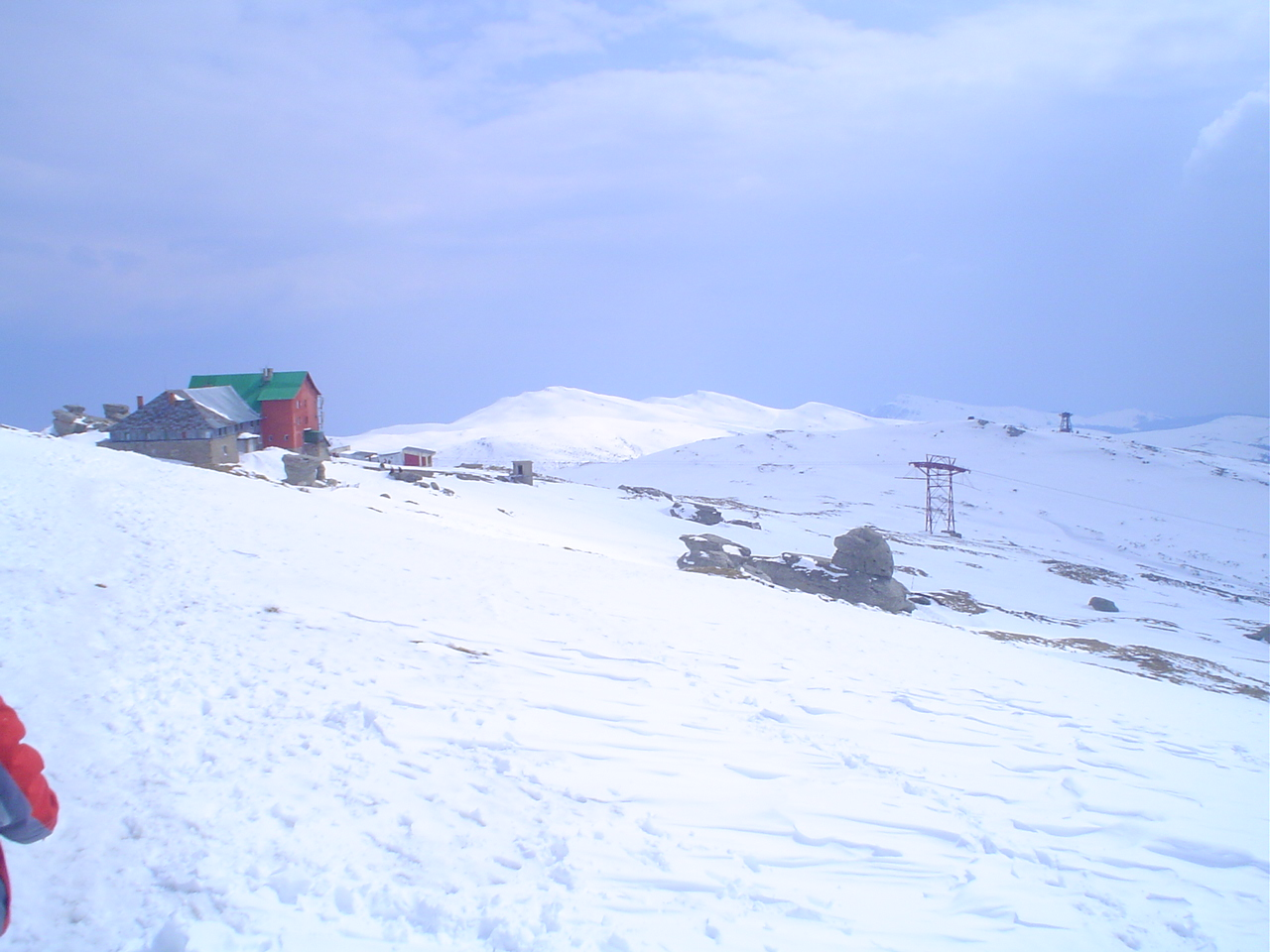
Cabana Babele în departare văzută de pe drumul dinspre Cabana Piatra Arsă
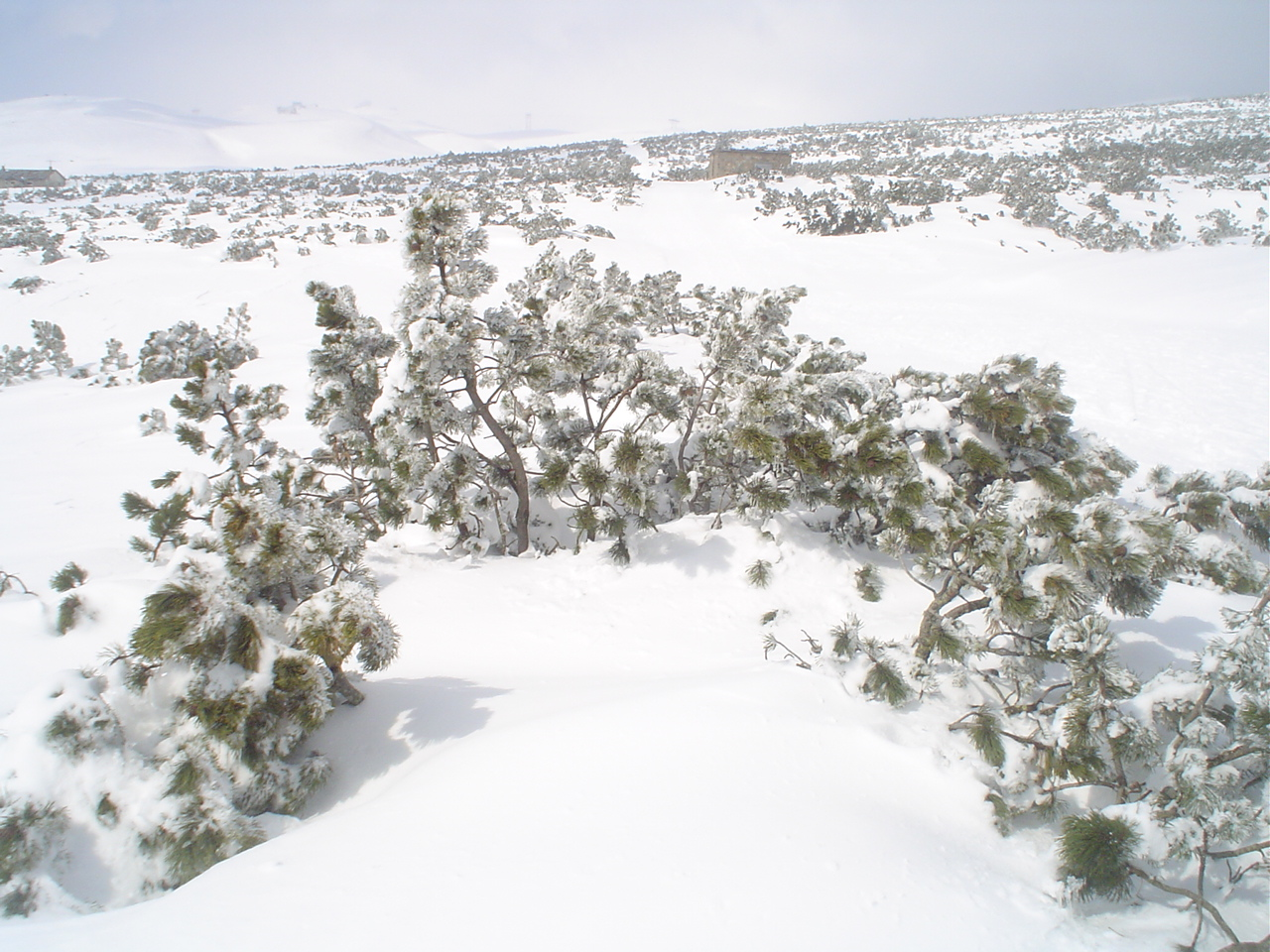
Jnepeni - Munții Bucegi
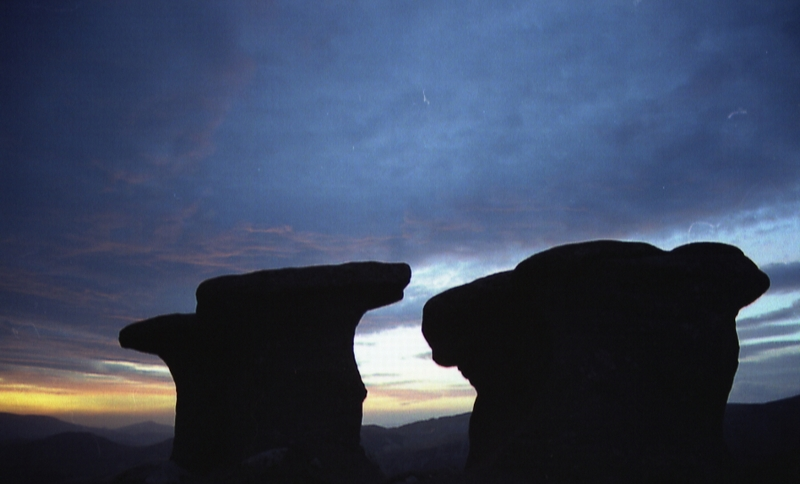
Babele din Munții Bucegi
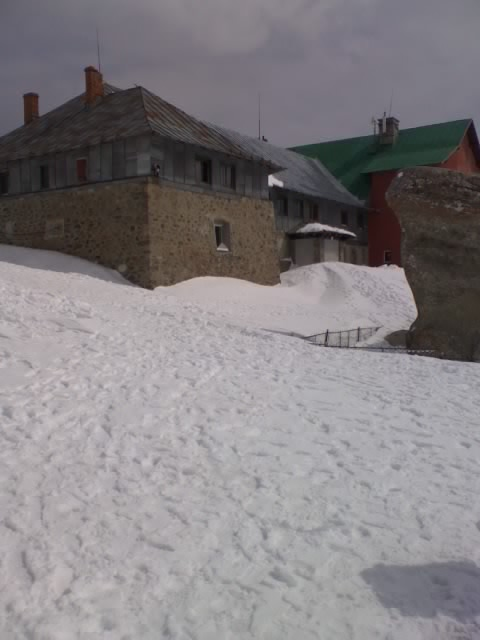
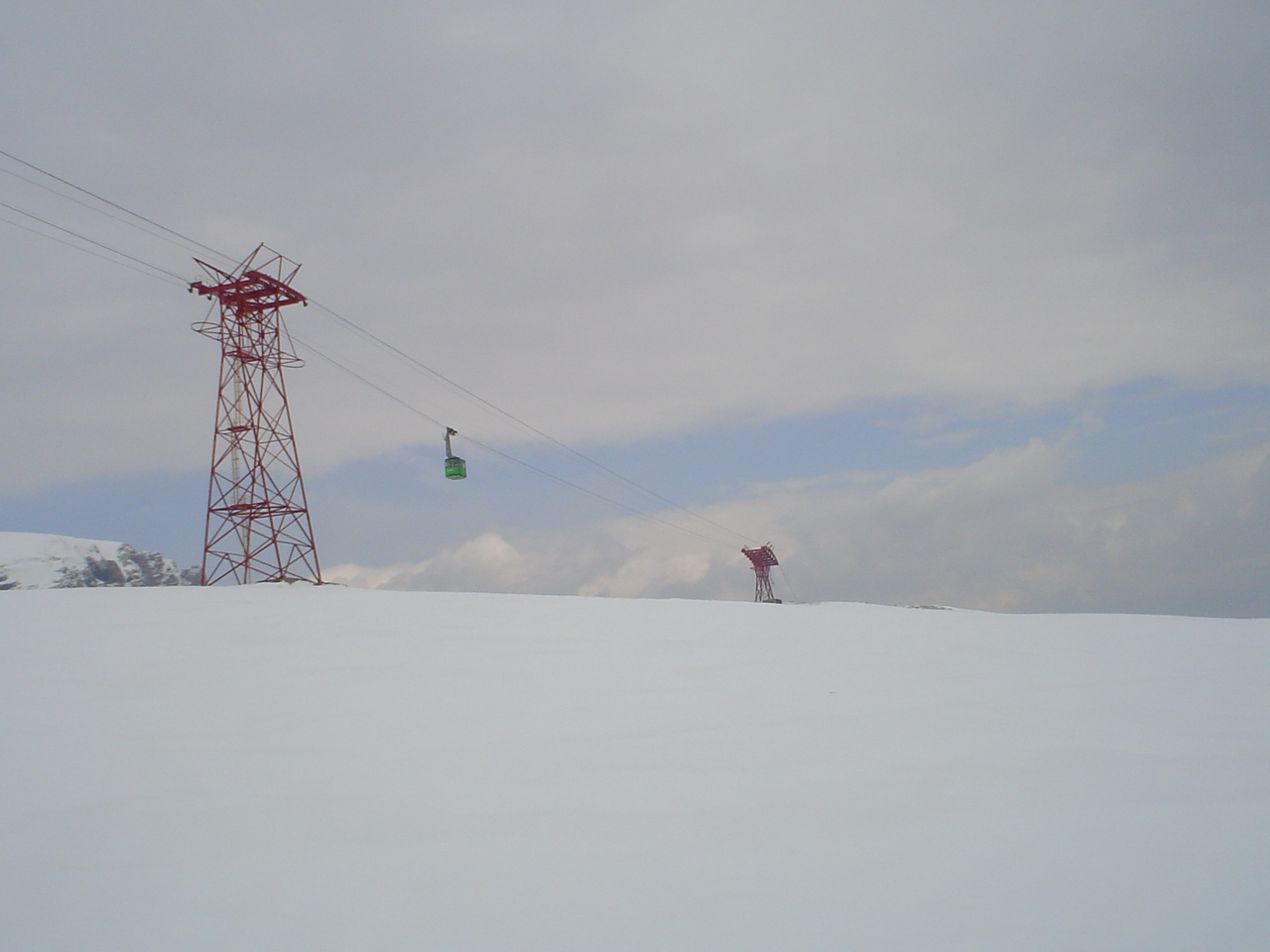
Telecabina din Bușteni
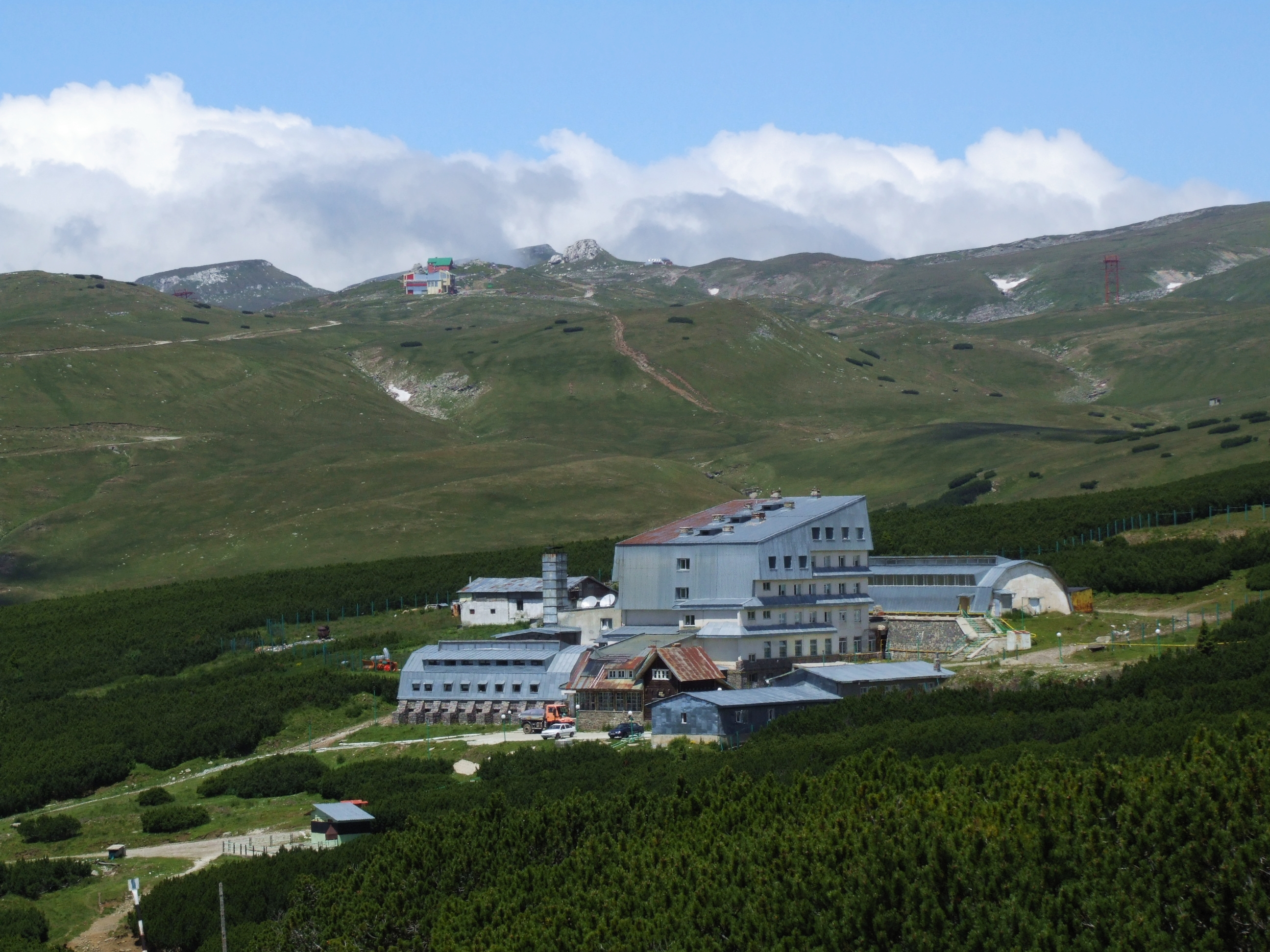
Cabana Babele în departare văzută de lânga Cabana Piatra Arsă
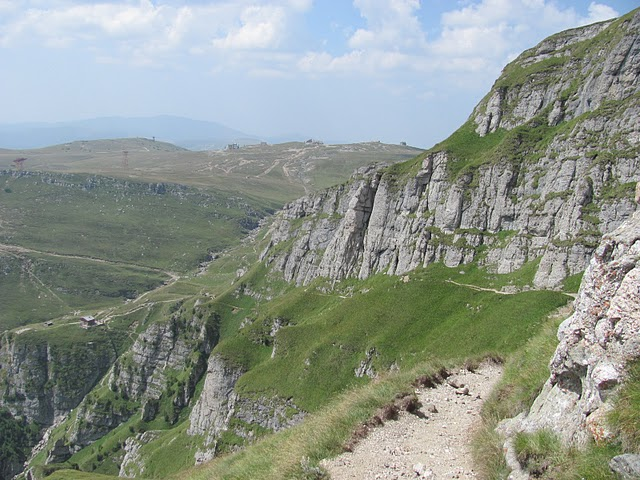
Spre Cruce-brana Caraimanului-vedere cabana
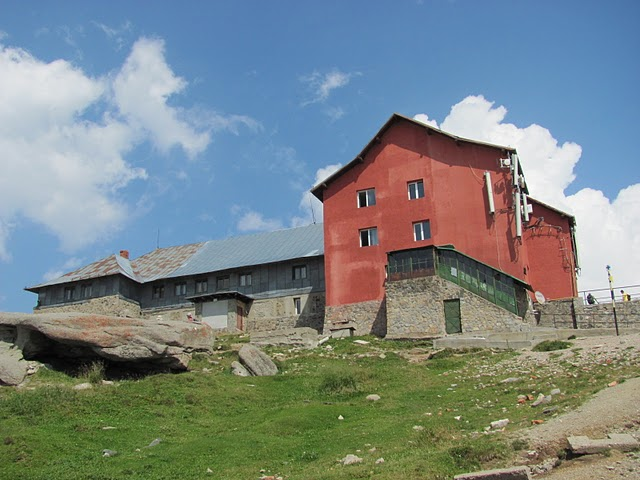
Cabana Babele
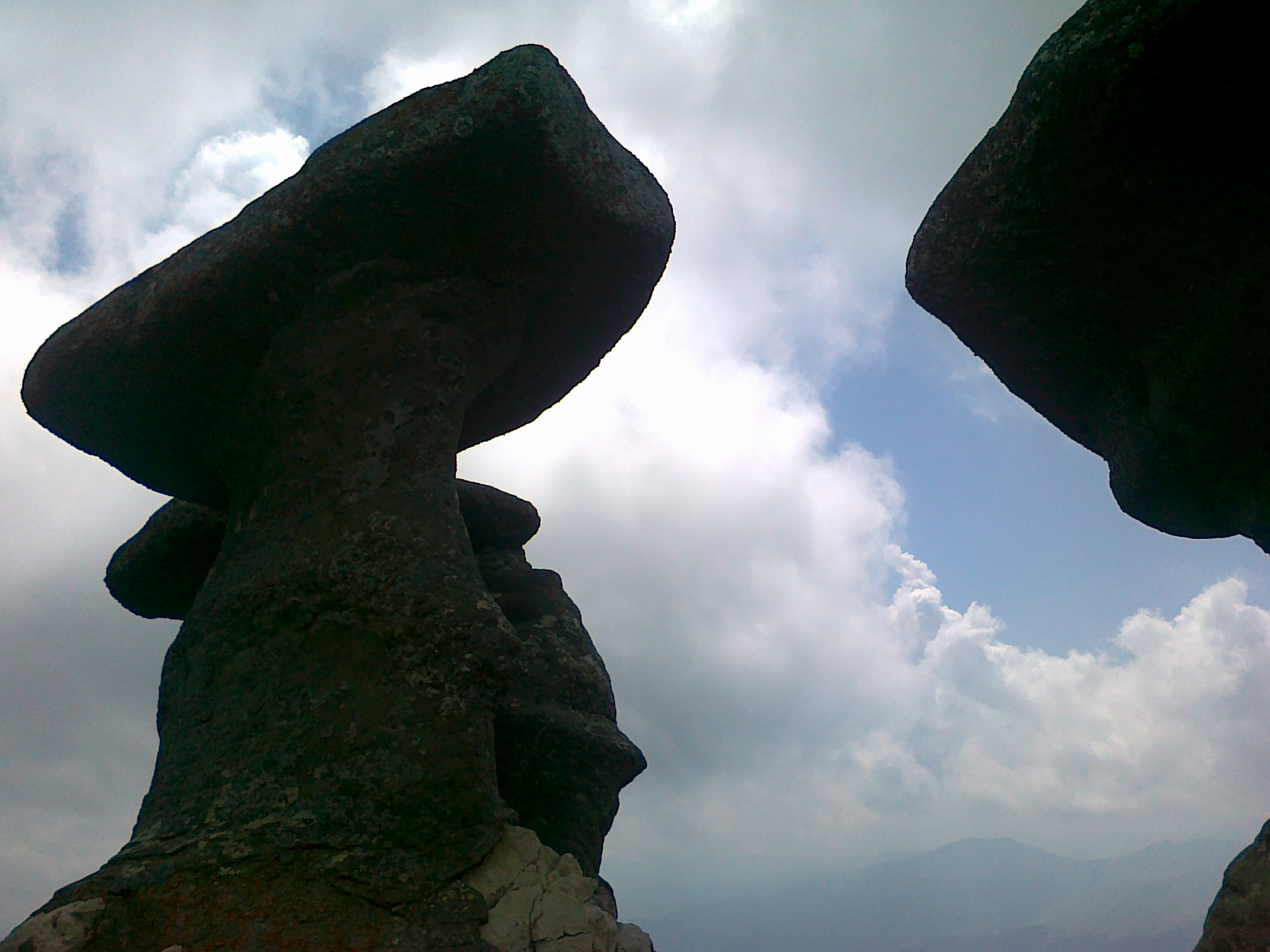
Babele - Munții Bucegi